# فهرست برج‌ها
فهرست برج‌ها
- برج کج پیزا
- برج تایپه ۱۰۱
- برج خلعت پوشان
- برج میلاد
- برج ملی کانادا
- برج آزادی
- برج ایفل
- برج آمریکاس
- برج خلیفه
- برج کوالالامپور
- برج سی‌ان
- برج ویلیس
- برج بابل
- برج بلور
- برج طغرل
- برج پیچنده
- برج آتش‌نشانی تبریز
- استراتوسفر لاس وگاس
- برج سیدنی
- برج تاشکند
- برج العرب
- برج ویلیامز
- برج نقاره‌خانه
- برج مهماندوست
- برج چهل‌دختر
- برج کاشانه بسطام
- برج لاجیم
- برج جین مائو
- برج نخیل
- برج داوود
- برج قربان
- برج سوزن فضایی
- برج کالگری
- برج ارینتال پیرل
- برج هرکول
- برج دیو کلی
- برج پتروناس